# Сицкий, Юрий Васильевич
Юрий Васильевич (Косой) Сицкий (?— после 1560) — князь из рода Рюриковичей.

## Биография
Ярославский помещик, старший сын боярина Василия Андреевича Сицкого от первого брака с Анной Романовной Юрьевой-Захарьиной.  Упоминается в разрядах в 1559/1560 году. В Дворовой тетради из Ярославских князей  в 1559/60 годах в войске в Туле против крымского царевича,  голова при втором воеводе большого полка.  Возможно, постригся в монахи с именем Герасима.

## Владения
Деревня Задорожная сельца Морозова, получена по наследству от деда — князя Фёдора Семеновича. 

## Семья
- Отец — князь Сицкий, Василий Андреевич(? — 1578) — князь, окольничий, опричник, сын князя Андрея Фёдоровича Сицкого.
- Сын — князь Алексей Юрьевич Сицкий (?—1644), стольник, воевода, боярин[4][5]